# لاس بريساس
بلدية لاس بريساس (بالإسبانية: Las Presas) هي بلدية تقع في مقاطعة جرندة التابعة لمنطقة كتالونيا شمال شرق إسبانيا.

## الديموغرافيا
بلغ عدد سكان بلدية لاس بريساس 1.745 نسمة عام 2011 (وفقاً للمعهد الوطني الإسباني للإحصاء).
| 1.327 | 1.341 | 1.511 | 1.657 | 1.686 | 1.731 | 1.745 |